# Stazione di Owari-Ichinomiya
La stazione di Owari-Ichinomiya (尾張一宮駅?, Owari-Ichinomiya-eki) è una stazione ferroviaria situata nella città di Ichinomiya, nella prefettura di Aichi in Giappone. La stazione è gestita dalla JR Central e serve la linea principale Tōkaidō.

## Linee
JR Central
■ Linea principale Tōkaidō

## Struttura
La stazione è costituita da due marciepiedi a isola centrale con 4 binari in superficie.
| 1-2 | ■ Linea principale Tōkaidō | per Nagoya, Toyohashi e Taketoyo |
| 3-4 | ■ Linea principale Tōkaidō | per Gifu, Ōgaki e Maibara        |

## Stazioni adiacenti
| ≪                                 | Servizio                                                | ≫                        |
| Linea principale Tōkaidō          | Linea principale Tōkaidō                                | Linea principale Tōkaidō |
| --------------------------------- | ------------------------------------------------------- | ------------------------ |
| Inazawa                           | Locale                                                  | Kisogawa                 |
| Inazawa                           | Rapido                                                  | Gifu                     |
| Nagoya                            | Rapido sezionale Nuovo Rapido Rapido Speciale Homeliner | Gifu                     |
| Tutti gli altri treni non fermano |                                                         |                          |